# Sénégal aux Jeux paralympiques d'été de 2012
Le Sénégal participe aux Jeux paralympiques d'été de 2012 à Londres du 29 août au 9 septembre. Il s'agit de sa troisième participation aux Jeux paralympiques depuis les Jeux d'Athènes en 2004. Durant ses trois participations, le Sénégal n'a pas encore gagné de médaille.
Le Sénégal met à sa disposition un seul et unique athlète pour ces Jeux.

## Athlétisme
Hommes
- Mor Ndiaye